# Angraecopsis lisowskii
Angraecopsis lisowskii är en orkidéart som beskrevs av Dariusz Lucjan Szlachetko och Tomasz Sebastian Olszewski. Angraecopsis lisowskii ingår i släktet Angraecopsis och familjen orkidéer.
Artens utbredningsområde är Kamerun. Inga underarter finns listade i Catalogue of Life.